# Ciruelos del Pinar
Ciruelos del Pinar is een gemeente in de Spaanse provincie Guadalajara in de regio Castilië-La Mancha met een oppervlakte van 17 km². Ciruelos del Pinar telt 31 inwoners (1 januari 2016).

## Demografische ontwikkeling
Bron: INE, 1930-2011: volkstellingen
Opm.: Tussen 1857 en 1930 maakte Ciruelos del Pinar deel uit van de gemeente Luzón